# Eparchia di Lugoj
L'eparchia di Lugoj (in latino Eparchia Lugosiensis) è una sede della Chiesa greco-cattolica rumena in Romania suffraganea dell'arcieparchia di Făgăraș e Alba Iulia. Nel 2021 contava 94.000 battezzati. È retta dall'eparca Călin Ioan Bot.

## Territorio
L'eparchia estende la sua giurisdizione sui fedeli cattolici di rito bizantino residenti all'incirca nel Banato romeno e precisamente nei distretti di Caraș-Severin, Timiș, Arad e Hunedoara (che si trova nella parte orientale della Transilvania) e in parte dei distretti Alba e di Mehedinți.
Sede eparchiale è la città di Lugoj, dove si trova la cattedrale dello Spirito Santo.
Il territorio è suddiviso in 279 parrocchie.

## Storia
L'eparchia è stata eretta il 26 novembre 1853 con la bolla Apostolicum ministerium di papa Pio IX, ricavandone il territorio dalle eparchie di Făgăraș e Alba Iulia, che fu contemporaneamente elevata ad arcieparchia, e di Gran Varadino.

## Cronotassi dei vescovi
Si omettono i periodi di sede vacante non superiori ai 2 anni o non storicamente accertati.
- Alexandru Dobra † (16 novembre 1854 - 13 aprile 1870 deceduto)
- Ion Olteanu † (29 novembre 1870 - 16 settembre 1873 nominato eparca di Gran Varadino)
- Victor Mihalyi de Apșa † (21 dicembre 1874 - 18 marzo 1895 nominato arcieparca di Făgăraș e Alba Iulia)
- Demetriu Radu † (3 dicembre 1896 - 25 giugno 1903 nominato eparca di Gran Varadino)
- Vasile Hossu † (25 giugno 1903 - 16 dicembre 1911 nominato eparca di Gherla)
- Beato Valeriu Traian Frențiu † (14 dicembre 1912 - 25 febbraio 1922 nominato eparca di Gran Varadino)
- Alexandru Nicolescu † (25 febbraio 1922 - 29 agosto 1936 nominato arcieparca di Făgăraș e Alba Iulia)
- Beato Ioan Bălan † (29 agosto 1936 - 2 agosto 1959 deceduto)
  - Sede vacante (1959-1990)
- Ioan Ploscaru † (14 marzo 1990 - 20 novembre 1995 ritirato)
- Alexandru Mesian † (20 novembre 1995 succeduto - 11 marzo 2023 deceduto)
- Călin Ioan Bot, dal 15 giugno 2023[1]

## Statistiche
L'eparchia nel 2021 contava 94.000 battezzati.
| anno | popolazione | popolazione | popolazione | presbiteri | presbiteri | presbiteri | presbiteri                | diaconi | religiosi | religiosi | parrocchie |
| anno | battezzati  | totale      | %           | numero     | secolari   | regolari   | battezzati per presbitero | diaconi | uomini    | donne     | parrocchie |
| ---- | ----------- | ----------- | ----------- | ---------- | ---------- | ---------- | ------------------------- | ------- | --------- | --------- | ---------- |
| 1948 | 127.763     | ?           | ?           | 208        | 208        |            | 614                       |         |           |           | 235        |
| 1999 | 40.000      | 2.100.000   | 1,9         | 85         | 83         | 2          | 470                       |         | 36        | 2         | 93         |
| 2000 | 60.000      | 2.150.000   | 2,8         | 87         | 85         | 2          | 689                       |         | 2         |           | 100        |
| 2001 | 83.604      | 2.200.000   | 3,8         | 86         | 85         | 1          | 972                       |         | 1         |           | 108        |
| 2002 | 86.500      | 2.200.000   | 3,9         | 97         | 96         | 1          | 891                       |         | 1         |           | 109        |
| 2003 | 90.500      | 2.150.000   | 4,2         | 102        | 101        | 1          | 887                       |         | 1         |           | 110        |
| 2004 | 96.427      | ?           | ?           | 104        | 103        | 1          | 927                       | 3       | 1         |           | 116        |
| 2009 | 102.600     | ?           | ?           | 109        | 107        | 2          | 941                       |         | 4         | 9         | 133        |
| 2013 | 101.000     | ?           | ?           | 123        | 119        | 4          | 821                       |         | 5         | 4         | 141        |
| 2016 | 99.000      | ?           | ?           | 128        | 124        | 4          | 773                       | 2       | 6         | 4         | 149        |
| 2019 | 97.000      | ?           | ?           | 119        | 119        |            | 815                       |         | 4         |           | 279        |
| 2021 | 94.000      | ?           | ?           | 118        | 114        | 4          | 796                       |         | 6         | 6         | 279        |